# نوویوماشوو
نوویوماشوو (انگلیسی: Novoyumashevo) یک شهرک در شهرستان شارانسکی استان باشقیرستان کشور روسیه است.